# Конный портрет Карла V
Конный портрет Карла V — один из трёх дошедших до наших дней портретов Карла V кисти Тициана, итальянского художника эпохи Возрождения. Картина считается выдающимся образцом конного парадного портрета.

## История портрета
История общения Карла V и венецианского художника была достаточно продолжительной. Их первая встреча совпала со знаменательным для императора событием. В 1530 году Карл прибыл в Болонью по случаю своей коронации. Тициан, которому тогда было около сорока лет, пользовался большим почётом при Мантуанском дворе и был должным образом рекомендован императору.
Именно тогда, познакомившись с императором в Парме, художник написал свой первый портрет императора. Картина до настоящего времени не сохранилась, но известно, что это был поясной портрет в парадных доспехах, украшенных орденом Золотого Руна, и что он послужил иконографической моделью портрета воина-победителя.
За этот портрет император предложил Тициану вознаграждение размером в один дукат, к которому Федерико Гонзага, герцог Мантуанский, добавил ещё 150 из собственного кармана. Судя по всему, портрет не очень понравился. Ничто в этой первой встрече не сулило того блестящего сотрудничества, который так много даст европейскому искусству.
Их следующая встреча принесла более позитивные результаты.
Через два года снова оказавшись в Болонье, Карл V задержался там до весны, дожидаясь приезда Папы Римского. Тициан, таким образом, получил доступ к натуре в течение продолжительного времени. В этом 1532 году он пишет для императора две картины — «Портрет Карла V с собакой» (Прадо), а также «Портрет Ипполито Медичи в венгерском костюме» (Флоренция, галерея Палатина), изображающего императорского полководца.
После победы в сражении под Мюльбергом в 1547 году, Карл V заказал у Тициана ещё один портрет. Изображение на нём должно было олицетворять могущество Карла V и стать предостережением для всякого, кто попытается воспротивиться его власти. Картина была подарена сестре Карла V, Марии Австрийской, и на долгие годы стала символом династии Габсбургов. С 1827 года портрет хранится в Мадриде, в музее Прадо.

## Описание картины
Огромное полотно 3,35 × 2.83 м, размеры которого вполне уместны, учитывая колоссальность тех фигур, которые на него было необходимо вместить, включает в себя также и пейзаж. Пейзаж несёт в себе психологическое значение: небо с перламутровыми облаками, прерывистая линия крон деревьев, далёкая линия горизонта, теряющаяся в холодноватом тумане — всё это создаёт ощущение дыхания и отражает в более крупном масштабе то настроение, которое зритель читает на лице самого императора. Горделивое спокойствие, торжественная гармония, движение вперёд, но не стремительное и лавинообразное — свойственное молодости, а неспешное и исполненное достоинства и при этом естественное, как дыхание — вот то, чем исполнен пейзаж вокруг, исполнена поступь коня, и сама фигура императора.
Картина, написанная в тициановской тёплой гамме, является превосходным материалом для обсуждения приёмов светописи и художественных приёмов автора. Внимание зрителя, прежде всего, приковывает фигура императора — благодаря своему центральному положению, а также тому, что она является самым светлым пятном на картине. Одетый в сверкающие стальные доспехи, кажущиеся белыми от собственного блеска, император становится сам источником отраженного света, равноценным и даже более важным, чем закатное небо на заднем плане. Лицо Карла освещается изнутри тем же золотистым внутренним светом, для чего, кстати, физических предпосылок нет, и есть только идеологические. Тициан надевает на голову императора шлем, выполненный из тусклого, матового металла для того, чтобы не возникало конкуренции со свечением карнации Карла.
Тёмная фигура императорского жеребца, сверкающего влажным взглядом, шагающего легко и грациозно, занимает большую часть картины, но зритель не ощущает этого, ведь линии его силуэта настолько гармоничны и так удачно перекликаются с изгибами деревьев, ландшафта и облаков, что, например, грива, развивающаяся на ветру, кажется всего лишь повторяющей рисунок клочьев туч. Цветовые акценты в картине Тициан расставил с помощью красного: два плюмажа из страусиных перьев на головах императора и его коня, перевязь, шитая золотом, на груди Карла и попона, покрывающая его коня — все эти предметы написаны одним и тем же алым разной интенсивности. Этот цвет объединяет фигуры коня и всадника, создавая настроение царственности, а также расставляя приоритеты.
Лицо короля на этом полотне кажется более выразительным, чем на выполненном ранее «Портрете с собакой», также изображающим Карла V. Вряд ли дело в том, что возросло мастерство художника или, предположим, он получше познакомился с моделью. Видимо, дело в самой модели. Если на портрете 1533 г. перед нами мужчина в расцвете сил, здоровый, сильный и молодой, но в лице которого нет ничего необычного и хара́ктерного, то в 1548 г. Тициан пишет императора, уже стоящего на пороге своего пятидесятилетия. И лицо вот этого человека забыть гораздо труднее, оно не просто освещено внутренним сиянием благодаря какой-то победе. Нет, однозначно ощущается по его глазам, что внутри постоянно идёт какая-то внутренняя работа, что размышления и грусть не чужды Карлу. Глядя на этот портрет, легко верится, что через восемь лет этот человек отречется от престола и уйдёт в монастырь, тогда как взгляд на «Портрет с собакой» может не дать материал для такой идеи. И это не странно: там Карл ещё молодой человек, уже ставший опытным правителем и созревший телесно и умственно — но ещё не духовно.
Рассмотрение «Конного портрета Карла V» не оставляет никаких сомнений в высоком положении модели и создаёт впечатление исходящего от портретируемого излучения власти и величия. Анализируя приёмы, с помощью которых это сделано, можно сказать, что и осанка выглядит более гордой, и подбородок поднят с большим достоинством, а во взгляде читается царственная проницательность, и атрибуты всеми силами содействуют этому впечатлению, но главным, скорее всего, является то, что в фигуре портретируемого чувствуется большее желание выглядеть Королём. Видная бо́льшая активность и повелительность во взаимодействии с пространством, которое сосредотачивается вокруг персонажа картины, энергично фокусируется на нём. Здесь больше не чувствуется меланхоличности. Хотя и есть грусть, но это грусть царя Соломона, а не страдания Иова.